# Minardi M193
Minardi M193 – samochód Formuły 1, zaprojektowany przez Aldo Costę oraz Gustava Brunnera dla zespołu Minardi na sezon 1993. Model M193 w wersji B uczestniczył także w sezonie 1994 Formuły 1, do Grand Prix Hiszpanii włącznie, po którym to wyścigu został zastąpiony przez model M194.
W 1993 roku Minardi zdobyło drugą najlepszą w historii swoich startów w Formule 1 pozycję w klasyfikacji generalnej – ósmą.

## Wyniki
| Legenda oznaczeń w tabelach wyników Wyświetl szablon na nowej stronie | Legenda oznaczeń w tabelach wyników Wyświetl szablon na nowej stronie                                                                     |
| Oznaczenie                                                            | Wyjaśnienie |
| --------------------------------------------------------------------- | --- |
| Złoty                                                                 | Zwycięzca lub mistrzostwo |
| Srebrny                                                               | 2. miejsce lub wicemistrzostwo |
| Brązowy                                                               | 3. miejsce lub II wicemistrzostwo |
| Zielony                                                               | Ukończył, punktował (w klasyfikacji generalnej, gdy zdobył co najmniej jeden punkt na przestrzeni sezonu, poza trzema powyższymi opcjami) |
| Niebieski                                                             | Ukończył, nie punktował (w klasyfikacji generalnej, gdy nie zdobył co najmniej jednego punktu na przestrzeni sezonu)                      |
| Czerwony                                                              | Nie zakwalifikował się (NZ) |
| Czerwony                                                              | Nie prekwalifikował się (NPK) |
| Różowy                                                                | Nie ukończył (NU) |
| Różowy                                                                | Niesklasyfikowany (NS) (w klasyfikacji generalnej, gdy nie został sklasyfikowany w żadnym wyścigu sezonu)                                 |
| Czarny                                                                | Zdyskwalifikowany (DK) |
| Czarny                                                                | Wykluczony (WYK/EX) |
| Biały                                                                 | Nie wystartował (NW) |
| Biały                                                                 | Kontuzjowany (K/INJ) |
| Biały                                                                 | Wyścig odwołany (OD/C) |
| Bez koloru                                                            | Został wycofany (WYC/WD) |
| Bez koloru                                                            | Nie przybył (NP/DNA) |
| Bez koloru                                                            | Nie brał udziału w treningach (NT/DNP) |
| Bez koloru                                                            | Nie został zgłoszony (–) |
| Pogrubienie                                                           | Start z pole position |
| Kursywa                                                               | Najszybsze okrążenie wyścigu |
| †                                                                     | Nie ukończył, ale jego rezultat został zaliczony ze względu na przejechanie więcej niż 90% dystansu wyścigu.                              |
| *                                                                     | Sezon w trakcie |
| 1/2/3                                                                 | Punktowana pozycja w sprincie kwalifikacyjnym                                                                                             |
| Lista systemów punktacji Formuły 1                                    | |

| Sezon | Konstruktor | Kierowcy             | Wyniki kierowców | Wyniki kierowców | Wyniki kierowców | Wyniki kierowców | Wyniki kierowców | Wyniki kierowców | Wyniki kierowców | Wyniki kierowców | Wyniki kierowców | Wyniki kierowców | Wyniki kierowców | Wyniki kierowców | Wyniki kierowców | Wyniki kierowców | Wyniki kierowców | Wyniki kierowców | Wyniki kierowców | Wyniki kierowców | Wyniki konstruktora | Wyniki konstruktora |
| 1993  |             |                      | ZAF              | BRA              | EUR              | SMR              | ESP              | MCO              | CAN              | FRA              | GBR              | DEU              | HUN              | BEL              | ITA              | PRT              | JPN              | AUS              | Punkty           | Pozycja          | Punkty              | Pozycja             |
| ----- | ----------- | -------------------- | ---------------- | ---------------- | ---------------- | ---------------- | ---------------- | ---------------- | ---------------- | ---------------- | ---------------- | ---------------- | ---------------- | ---------------- | ---------------- | ---------------- | ---------------- | ---------------- | ---------------- | ---------------- | ------------------- | ------------------- |
| 1993  | Minardi     | Christian Fittipaldi | 4                | NU               | 7                | NU               | 8                | 5                | 9                | 8                | 12               | 11               | NU               | NU               | 8                | 9                | –                | –                | 5                | 14               | 7                   | 8                   |
| 1993  | Minardi     | Jean-Marc Gounon     | –                | –                | –                | –                | –                | –                | –                | –                | –                | –                | –                | –                | –                | –                | NU               | NU               | –                | NS               | 7                   | 8                   |
| 1993  | Minardi     | Fabrizio Barbazza    | NU               | NU               | 6                | 6                | NU               | 11               | NU               | NU               | –                | –                | –                | –                | –                | –                | –                | –                | 2                | 19               | 7                   | 8                   |
| 1993  | Minardi     | Pierluigi Martini    | –                | –                | –                | –                | –                | –                | –                | –                | NU               | 14               | NU               | NU               | 7                | 8                | 10               | NU               | 0                | 23               | 7                   | 8                   |
| 1994  |             |                      | BRA              | PAC              | SMR              | MCO              | ESP              | CAN              | FRA              | GBR              | DEU              | HUN              | BEL              | ITA              | PRT              | EUR              | JPN              | AUS              | Punkty           | Pozycja          | Punkty              | Pozycja             |
| 1994  | Minardi     | Pierluigi Martini    | 8                | NU               | NU               | NU               | 5                |                  |                  |                  |                  |                  |                  |                  |                  |                  |                  |                  | 4 (2)            | 21               | 5 (3)               | 10                  |
| 1994  | Minardi     | Michele Alboreto     | NU               | NU               | NU               | 6                | NU               |                  |                  |                  |                  |                  |                  |                  |                  |                  |                  |                  | 1 (1)            | 24               | 5 (3)               | 10                  |